# Comté de Cabell
Le comté de Cabell est un comté des États-Unis situé dans l’État de Virginie-Occidentale. En 2013, la population était de 97 133 habitants. Son siège est Huntington. Il doit son nom à l'homme politique William H. Cabell, gouverneur de Virginie de 1805 à 1808.

## Principales villes
- Barboursville
- Huntington
- Milton